# Hylaeus lunicraterius
Hylaeus lunicraterius là một loài Hymenoptera trong họ Colletidae. Loài này được Snelling mô tả khoa học năm 1970.